# Ungskov
Ungskov er det stadie i et stykke jord, som består af træer og buske af lavere vækst, på vej til at blive en fuldmoden skov med høje træer. I vilde skove er dette typisk stadiet efter at liv har genetableret sig som eng, ovenpå på fx skovbrand. Ungskovens økosystem kan også efterlignes med hensigt om at dyrke spiselige planter, hvilket i så fald kaldes en skovhave.
| Ungskove                                                 |
| - Dyrehegn om ungskov - Ved Druim Buidhe - Ved Loch Oich |